# Štandarac (list)
Štandarac je bio hrvatski humoristični tjednik iz Splita, "listić za visti i šalu". 
Prvi je broj izašao 17. veljače 1935., a zadnji na Sudamju 1944. godine. Uređivao ga je Ljubo Prijatelj. 
Među poznatim suradnicima bili su Josip Barač i drugi.